# Fengshan (Hechi)
Der Kreis Fengshan (chinesisch 凤山县, Pinyin Fèngshān Xiàn; Zhuang Fungsanh Yen) ist ein Kreis der bezirksfreien Stadt Hechi im Autonomen Gebiet Guangxi der Zhuang-Nationalität in der Volksrepublik China. Er hat eine Fläche von 1.731 km² und zählt 171.100 Einwohner (Stand: 2018). Sein Hauptort ist die Großgemeinde Fengcheng (凤城镇).

## Administrative Gliederung
Auf Gemeindeebene setzt sich der Kreis aus einer Großgemeinde und acht Gemeinden (davon drei der Yao) zusammen.